# 切卡庫佩區
切卡庫佩區（西班牙語：Distrito de Checacupe），是秘魯的一個區，位於該國南部庫斯科大區的坎奇斯省，始建於1833年10月14日，面積962.34平方公里，海拔高度3,446米，2005年人口5,650，人口密度每平方公里5.9人。